# Elizabeth City (Karolina Północna)
Elizabeth City – miasto w Stanach Zjednoczonych, w stanie Karolina Północna, siedziba administracyjna hrabstwa Pasquotank. Miejsce narodzin Edwarda Snowdena.